# Engin Baytar
Engin Baytar (Gütersloh, 11 juli 1983) is een Turks oud-voetballer die laatstelijk in 2021 speelde bij İzmirspor. Eerder heeft hij bij grote clubs gespeeld zoals Galatasaray en Trabzonspor. Hij is drie keer voor het Turks voetbalelftal uitgekomen.

## Erelijst
- Trabzonspor
  - Turkse voetbalbeker (1)
    - 2010

  - Turkse supercup (1)
    - 2010

Süper Lig
- Galatasaray
  - Süper Lig (2)
    - 2011-2012
    - 2012-2013

  - Turkse supercup (2)
    - 2012
    - 2013

  - Emirates Cup (1)
    - 2013